# 에릭 소가드
에릭 시드니 소가드(영어·체코어: Eric Sidney Sogard, 1991년 1월 14일~)는 미국 태생 체코의 야구 선수로 포지션은 내야수다.

## 프로 경력
2007년 메이저 리그 드래프트 2라운드 전체 81위로 샌디에이고 파드리스의 지명을 받으며 입단했다. 마이너 리그에서 활동하다가 2010년 오클랜드 애슬레틱스에 트레이드 되었다.

## 국가대표팀 경력
2022년에 체코 국적을 취득했으며 2023년 월드 베이스볼 클래식에 체코 대표팀의 일원으로 참가하였다.

## 개인사
동생인 알렉스도 야구 선수이다.